# Carmen Armendáriz
Carmen Cecilia Armendáriz Pardo, más conocida como Carmen Armendáriz, es una productora de televisión mexicana, que produce específicamente programas de espectáculos y de revista para las cadenas Televisión Azteca y Televisa. Armendáriz fue la primera productora de Ventaneando, programa a cargo de la periodista Pati Chapoy y productora del magacín Hoy durante siete años seguidos.
Fue también creadora y productora ejecutiva del programa de género de horror La hora marcada. A través del mismo, Armendáriz dio sus primeras oportunidades de incursionar en la dirección y la redacción de guiones a cineastas ganadores del Premio Oscar como Guillermo del Toro, Alfonso Cuarón y Emmanuel Lubezki.  El propio del Toro describiría a Carmen Armendáriz como santa patrona de nuestra generación de cineastas.
Carmen Armendáriz es hija de Pedro Armendáriz, actor de la denominada época de Oro del cine mexicano, y hermana menor del actor ganador del Ariel, Pedro Armendáriz Jr.

## Productora ejecutiva

### Telenovelas y series
- Tony Tijuana (1988)
- La hora marcada (1988-1990)
- Locas de amor (2010)
- Cásate conmigo, mi amor (2013)
- Yago (2016)
- La usurpadora (2019)
- Te acuerdas de mí (2021)[3]
- María Félix: La Doña (2022)[4]
- La madrastra (2022)[5]
- El precio de amarte (2024)

### Programas de espectáculos
- Ventaneando (1996)
- Hacer y deshacer (1997)
- La Botana (1997)
- Aquí entre dos (2000)
- Trapitos al sol (2001)
- Hoy (2005-2008 / 2009-2013)
- INtrusos (2018-2019)

### Guionista
- Cásate conmigo, mi amor (2013) con Martha Carrillo

## Premios y nominaciones

### Premios TVyNovelas
| Año  | Categoría                                      | Proyecto                | Resultado |
| ---- | ---------------------------------------------- | ----------------------- | --------- |
| 2007 | Mejor programa de entretenimiento o variedades | Hoy                     | Nominada  |
| 2008 | Mejor programa de entretenimiento o variedades | Hoy                     | Ganadora  |
| 2013 | Mejor programa de entretenimiento o variedades | Hoy                     | Ganadora  |
| 2011 | Mejor serie                                    | Locas de amor           | Nominada  |
| 2014 | Mejor serie                                    | Cásate conmigo, mi amor | Nominada  |
| 2017 | Mejor serie                                    | Yago                    | Nominada  |
| 2020 | Mejor telenovela                               | La usurpadora           | Ganadora  |
| 2020 | Mejor reparto                                  | La usurpadora           | Nominada  |
| 2020 | Mejor final                                    | La usurpadora           | Nominada  |